# C. Thomas Howell
Christopher Thomas Howell (n. 7 decembrie 1966, Van Nuys⁠(d), California, SUA) este un actor american. A jucat în filme ca Soul Man, Autostopistul, Grandview USA, Invazia roșie, Admiratoarea secretă și Proscrișii. Howell a mai apărut în Gettysburg, Gods and Generals ca Thomas Chamberlain, E.T. Extraterestrul, Uimitorul Om-Păianjen și în animațiile Liga dreptății: Zei și monștri (Justice League: Gods and Monsters, 2015), Liga dreptății: Spargerea de la muzeu (Justice League: The Flashpoint Paradox, 2013) și Brigada sinucigașilor: Iadul pe pământ (Suicide Squad: Hell to Pay, 2018).

## Tinerețe
Howell s-a născut în cartierul Van Nuys din Los Angeles, ca fiul lui Christopher N. și Candice Howell. Are trei frați, surorile Stacy și Candy și un frate John. 
Tatăl său a lucrat ca un coordonator de cascadorii și călăreț de rodeo. A jucat rolul Cavalerului Roșu⁠(d) în Regele pescar de Terry Gilliam. În copilărie, Howell și-a dorit să fie cascador și a fost un cascador pentru copii. A fost și o vedetă de rodeo.
Când Howell era tânăr, părinții lui au divorțat.  Howell a absolvit Liceul Saugus în 1984.

## Carieră

### Actorie
Howell și-a făcut debutul în show-business în The Brian Keith Show. Când a crescut, a apărut în reclame TV. 

#### Anii 1980
În 1982, Howell a  debutat cinematogtafic ca Tyler în filmul lui Steven Spielberg E.T. Extraterestrul. 
La vârsta de 15 ani, Howell a fost distribuit în filmul lui Francis Ford Coppola Proscrișii (Outsiders, 1983). Howell a jucat un rolul principal, ca Ponyboy Curtis, șeful unei bande de adolescenți „plin de suflet prin ai cărui ochi vedem desfășurarea evenimentelor din anii 1950”. Bazat pe cel mai bine vândut roman cu același nume al lui S. E. Hinton din 1967,  filmul care este despre trecerea la maturitate a devenit un idol clasic.   Interpretarea lui Ponyboy de către Howell a fost rolul său revoluționar  și i-a adus un premiu Young Artist.
În 1984, Howell și co-vedeta din Proscrișii, Patrick Swayze, s-au reunit pentru a juca în Grandview, SUA și Invazia roșie. Howell a avut  un rol esențial și în Tancul (1984). În 1985, a jucat în Admiratoarea secretă (Secret Admirer).
După filmările la Proscrișii, Howell a jucat în propriul său serial de televiziune, Two Marriages (1983–1984), care s-a încheiat după patru episoade, dar au fost numeroase scrisori de susținere pentru o continuare a difuzării. Ulterior și-a exprimat dezamăgirea față de serial. 
Howell a fost unul dintre cei doi actori finali în cursa pentru rolul principal al lui Marty McFly în (trilogia SF) Înapoi în viitor (1985); celălalt a fost Eric Stoltz. În cele din urmă, Michael J. Fox a fost ales în rolul lui Marty, după ce s-a considerat că Stoltz nu era potrivit pentru rol. 
În 1986, Howell a jucat rolul lui Jim Halsey, un autostopist vânat, în filmul Autostopistul. Continuarea, în care a reprimit acest rol, a fost lansată direct pe DVD în 2003.
În 1988, Howell l-a interpretat pe tânărul Arturo Toscanini în filmul Tinerețea lui Toscanini de Franco Zeffirelli, alături de Elizabeth Taylor ca Nadina Bulichoff. Filmul nu a fost lansat niciodată în SUA.

#### Anii 1990
În 1993, Howell a jucat alături de Linda Fiorentino și Nancy Allen în thriller-ul Acting on Impulse.
Howell a avut succes cu filmul Gettysburg, care a fost popular printre pasionații de istorie. A jucat rolul lui Mike, un curier pe motocicletă în Mad Dogs and Englishmen (titlul american: Shameless ) cu Elizabeth Hurley ca Antonia Dyer.
Howell a jucat în După faptă și răsplată (Payback) și a jucat rolul gangsterului Baby Face Nelson într-un film cu același nume. A continuat să regizeze și să joace în lansarea direct-pe-video din 1996, Geanta cu diamante, alături de Teri Ann Linn, Michael Russo și Carrot Top.

#### Anii 2000
În 2000, Howell a jucat rolul unui medic blocat pe o insulă pustie după un accident aviatic în emisiunea de televiziune Amazon. În 2004, a jucat rolul criminalului în serie Kenneth Bianchi în The Hillside Strangler.
În 2005, a jucat în filmul The Asylum Războiul lumilor, una dintre cele trei adaptări din 2005 ale romanului Războiul lumilor de HG Wells. Howell a regizat și a jucat într-o continuare direct pe DVD Războiul lumilor: A doua invazie în 2008. Tot în 2005, alături de co-vedeta din Admiratoarea secretă, Lori Loughlin,  a avut un rol secundar în serialul ei de televiziune Summerland, în rolul tatălui lui Zac Efron.  Howell a apărut ca medicul Matthew Ballard în Aventura lui Poseidon, o adaptare a filmului din 1972 cu același nume. Prima coordonare a cascadoriilor (nemenționată) a tatălui său a fost pentru filmul original.
În 2006, Howell a jucat în filmul de groază Tarâmuri nelegiuite (Hoboken Hollow). De asemenea, a devenit un susținător al companiei de producție The Asylum, care a produs filmele sale direct pe DVD. 
În 2008, Howell a regizat și a jucat în  Ziua în care s-a oprit pământul (The Day the Earth Stopped), un mockbuster al filmului Ziua în care Pământul se opri (The Day the Earth Stood Still).
Din 2009, Howell a jucat în Minți criminale (Criminal Minds) de la CBS, în rolul ucigașului în serie George Foyet (The Boston Reaper), un răufăcător bazat pe ștrangulatorul din Boston (Boston Strangler). Tot din 2009, a jucat rolul ofițerului Bill „Dewey” Dudek, un ofițer de poliție care se recuperează de alcoolism, în drama polițistă  Southland - L.A. în alertă. 

#### Anii 2010
În 2011, Howell a jucat rolul unui deținut în Soare, palmieri și crime (The Glades) și în Torchwood: Miracle Day.
Howell a apărut în filmul din 2012 Uimitorul Om-Păianjen.
Din 2015, Howell a avut un rol secundar ca Dr. Daniel Stinger în serialul Freeform Stitchers. În 2017, a avut un rol secundar ca Ash Spenser, un agent Navy SEAL retras, în serialul CBS SEAL (SEAL Team).
În 2016 și 2018, Howell a avut un rol secundar ca invitat în rolul lui Paul Belmont, un locotenent-comandor al Marinei Statelor Unite la Camp Pendleton, în sezoanele 1 și 3 din Animal Kingdom.

### În afara ecranului
Howell a lucrat cu Francis Ford Coppola de multe ori și în alte domenii ale realizării de filme, inclusiv scriere, producție și regie. În 1995, a scris și regizat Hourglass, în care a jucat alături de Sofia Shinas. În anul următor, a contribuit la producția filmelor Jaf la înălțime și Geanta cu diamante. 
Howell nu a scris sau regizat un alt film până în 2004. El și tatăl său au co-scris filmul pentru televiziune Hope Ranch, produs de Howell. Howell a continuat să scrie și să producă Blind Injustice anul următor. Doi ani mai târziu, în 2007, a produs The Stolen Moments of September.

## Viață personală
În anii 1980, Howell s-a întâlnit cu actrița Kyle Richards⁠(d). S-a căsătorit în 1989 cu actrița Rae Dawn Chong⁠(d), pe care a cunoscut-o în timp ce au jucat împreună în filmul din 1986 Soul Man. Au divorțat anul următor, în 1990. Howell s-a căsătorit cu a doua sa soție, Sylvie Anderson, în 1992. Împreună, cuplul a avut trei copii.  În 2016, Anderson a cerut divorțul.
În noiembrie 2001, Howell a fost achitat de cinci acuzații contravenționale apărute în urma unei confruntări cu un skateboarder⁠(d) din sudul Californiei.

## Filmografie

### Film
| An   | Titlu                                      | Rol                                      | Note                       |
| ---- | ------------------------------------------ | ---------------------------------------- | -------------------------- |
| 1982 | E.T. Extraterestrul                        | Tyler                                    | Ca Tom Howell              |
| 1983 | The Outsiders⁠(d)                           | Ponyboy Curtis⁠(d)                        |                            |
| 1984 | Tank⁠(d)                                    | Billy                                    |                            |
| 1984 | Grandview, U.S.A.⁠(d)                       | Tim Pearson                              |                            |
| 1984 | Red Dawn                                   | Robert Morris                            |                            |
| 1985 | Secret Admirer⁠(d)                          | Michael Ryan                             |                            |
| 1986 | The Hitcher                                | Jim Halsey                               |                            |
| 1986 | Soul Man⁠(d)                                | Mark Watson                              |                            |
| 1987 | A Tiger's Tale⁠(d)                          | Bubber Drums                             |                            |
| 1988 | Young Toscanini⁠(d)                         | Arturo Toscanini                         |                            |
| 1989 | The Return of the Musketeers⁠(d)            | Raoul                                    |                            |
| 1990 | Far Out Man⁠(d)                             | Rolul său                                |                            |
| 1990 | Side Out⁠(d)                                | Monoroe Clark                            |                            |
| 1990 | Kid                                        | Kid                                      |                            |
| 1992 | Nickel & Dime⁠(d)                           | Jack Stone                               |                            |
| 1992 | Împlinirea unui vis⁠(d)                     | Gene Michaels                            |                            |
| 1992 | That Night⁠(d)                              | Rick                                     |                            |
| 1992 | To Protect and Serve                       | Egan                                     |                            |
| 1993 | Jailbait                                   | Sergeant Lee Teffler                     | Direct pe video            |
| 1993 | Gettysburg                                 | Thomas Chamberlain⁠(d)                    |                            |
| 1993 | Treacherous                                | Micky Stewart                            |                            |
| 1994 | Teresa's Tattoo⁠(d)                         | Carl                                     |                            |
| 1995 | Payback⁠(d)                                 | Oscar Bonsetter                          |                            |
| 1995 | Dangerous Indiscretion                     | Jim                                      |                            |
| 1995 | Mad Dogs and Englishmen                    | Mike                                     |                            |
| 1995 | Hourglass                                  | Michael Jardine                          | Direct-pe-video            |
| 1996 | The Sweeper                                | Mark Goddard                             | Direct-pe-video            |
| 1996 | Baby Face Nelson                           | Baby Face Nelson⁠(d)                      |                            |
| 1996 | Geanta cu diamante                         | Johnie Dean                              | Direct-pe-video Și regizor |
| 1997 | Jaf la înălțime                            | Blaise Rybeck                            | Direct-pe-video Și regizor |
| 1997 | Laws of Deception⁠(d)                       | Evan Marino                              |                            |
| 1997 | Last Lives                                 | Aaron                                    |                            |
| 1997 | Sleeping Dogs⁠(d)                           | Sanchez Boon                             |                            |
| 1997 | Dilemma                                    | Thomas "Quin" Quinlan                    |                            |
| 1997 | Matter of Trust⁠(d)                         | Michael D'Angelo                         | Alt titlu: The Surgeon     |
| 1998 | Shepherd                                   | Boris Dakota                             |                            |
| 1998 | Charades⁠(d)                                | Evan                                     | Alt titlu: Felons          |
| 1998 | Fatal Affair                               | Malcolm "Mack" Maddox                    |                            |
| 1999 | The Glass Jar                              | Lanois                                   |                            |
| 1999 | Avalanche                                  | Jack                                     |                            |
| 1999 | Hitman's Run                               | Tom Holly                                |                            |
| 1999 | The Prince and the Surfer⁠(d)               | Dean                                     | Direct-pe-video            |
| 1999 | Enemy Action                               | John Reed                                |                            |
| 2000 | The Million Dollar Kid                     | Valentino                                |                            |
| 2000 | Hot Boyz⁠(d)                                | Ofițer Roberts                           | Direct-pe-video            |
| 2000 | The Crimson Code⁠(d)                        | J.B. Gaines                              | Alt titlu: Red Team        |
| 2001 | WillFull⁠(d)                                | Nat Wolff                                |                            |
| 2001 | XCU: Extreme Close Up                      | Geoffrey Liddy                           |                            |
| 2001 | Separate Ways                              | Tom Milton                               |                            |
| 2001 | Asylum Days                                | Nathan Devine                            |                            |
| 2001 | Askari                                     | Joss McKinley                            |                            |
| 2003 | Net Games                                  | Adam Vance                               |                            |
| 2003 | Gods and Generals⁠(d)                       | Thomas Chamberlain                       |                            |
| 2003 | The Hitcher II: I've Been Waiting⁠(d)       | Jim Halsey                               | Direct-pe-video            |
| 2004 | Hidalgo⁠(d)                                 | Preston Webb                             |                            |
| 2004 | Nursie                                     | Zack                                     |                            |
| 2004 | The Hillside Strangler⁠(d)                  | Kenneth Bianchi⁠(d)                       |                            |
| 2004 | A Killer Within                            | Addison Terrill                          |                            |
| 2005 | The Lost Angel                             | Kuratha                                  |                            |
| 2005 | Glass Trap⁠(d)                              | Curtis                                   | Direct-pe-video            |
| 2005 | The Keeper: The Legend of Omar Khayyam⁠(d)  | Coach Fielding                           |                            |
| 2005 | H. G. Wells' War of the Worlds             | George Herbert                           | Direct-pe-video            |
| 2006 | Hoboken Hollow⁠(d)                          | Clayton Connelly                         |                            |
| 2006 | The Da Vinci Treasure⁠(d)                   | Michael Archer                           | Direct-pe-video            |
| 2006 | The Far Side of Jericho⁠(d)                 | Little Jimmy Thorton                     |                            |
| 2007 | The Haunting of Marsten Manor              | Captain Williams                         |                            |
| 2007 | Fighting Words                             | David Settles                            |                            |
| 2007 | The Stolen Moments of September            | Sisner                                   |                            |
| 2007 | Dead Letters⁠(d)                            | KC                                       | Alt titlu: Cold Ones       |
| 2008 | House of Fallen                            | Thomas                                   |                            |
| 2008 | Big Game                                   | Cody "Sully" Sullivan                    |                            |
| 2008 | War of the Worlds 2: The Next Wave         | George Herbert                           | Și regizor Direct-pe-video |
| 2008 | Toxic⁠(d)                                   | Joe                                      | Direct-pe-video            |
| 2008 | The Thirst: Blood War                      | Jed                                      |                            |
| 2008 | The Day the Earth Stopped⁠(d)               | Josh Myron                               | Și regizor Direct-pe-video |
| 2008 | Mutant Vampire Zombies from the Hood!      | David                                    |                            |
| 2008 | The Grind                                  | Luke                                     |                            |
| 2009 | The Jailhouse⁠(d)                           | Seth Delray                              |                            |
| 2009 | The Land That Time Forgot⁠(d)               | Frost Michaels                           | Și regizor Direct-pe-video |
| 2009 | American Pie Presents: The Book of Love⁠(d) | Alumnus Guy #2                           | Direct-pe-video            |
| 2009 | Secret at Arrow Lake                       | Daniel                                   |                            |
| 2009 | Fuel                                       | Shane                                    |                            |
| 2009 | Camouflage                                 | Stanley                                  |                            |
| 2010 | Street Poet                                | David                                    |                            |
| 2010 | The Terror Experiment                      | Chief Grasso                             |                            |
| 2010 | Flatline                                   | Teacher                                  |                            |
| 2010 | Cupid's Arrow                              | Professor Grimes                         |                            |
| 2011 | Restitution                                | John Youngstown                          |                            |
| 2012 | Wedding Day                                | Russ                                     |                            |
| 2012 | Commander and Chief                        | Shrub                                    |                            |
| 2012 | The Amazing Spider-Man                     | Troy                                     |                            |
| 2012 | Chilly Christmas⁠(d)                        | Patrick Cole                             | Direct-pe-video            |
| 2012 | MoniKa                                     | Double                                   |                            |
| 2012 | Escape⁠(d)                                  | Paul Jordan                              |                            |
| 2013 | Don't Pass Me By                           | Jack                                     |                            |
| 2013 | The Devil's Dozen                          | Tom                                      |                            |
| 2013 | Lost on Purpose                            | Delbert Fergeson                         |                            |
| 2013 | Justice League: The Flashpoint Paradox⁠(d)  | Eobard Thawne / Professor Zoom⁠(d) (voce) | Direct-pe-video            |
| 2013 | Storm Rider⁠(d)                             | Mitch                                    |                            |
| 2014 | Confessions of a Womanizer⁠(d)              | Tony                                     |                            |
| 2014 | Bigfoot Wars⁠(d)                            | Zeke                                     |                            |
| 2014 | A Magic Christmas                          | Jack Carter                              |                            |
| 2014 | Borrowed Moments                           | Jack                                     |                            |
| 2015 | Spirit Riders                              | Keith                                    |                            |
| 2015 | Rivers 9                                   | Sheriff Quentin                          |                            |
| 2015 | Justice League: Gods and Monsters⁠(d)       | Dr. Will Magnus⁠(d) (voce)                | Direct-pe-video            |
| 2015 | Woodlawn⁠(d)                                | Coach George "Shorty" White              |                            |
| 2015 | A Christmas Eve Miracle                    | Jack Carter                              |                            |
| 2015 | Magic Hour                                 | Tom Worthy                               |                            |
| 2015 | Lazarus Rising                             | Silent Cal                               |                            |
| 2016 | Blood Lust                                 | Ryan                                     |                            |
| 2016 | Attack of the Killer Donuts⁠(d)             | Ofițer Rogers                            |                            |
| 2016 | LBJ⁠(d)                                     | Walter Jenkins⁠(d)                        |                            |
| 2016 | Sick People                                | Dr. Sam Zimmerman                        |                            |
| 2017 | The Shadow People                          | Kaine                                    |                            |
| 2017 | Disconnected                               | Robert Crawford                          |                            |
| 2017 | A Question of Faith⁠(d)                     | John Danielson                           |                            |
| 2018 | Suicide Squad: Hell to Pay⁠(d)              | Eobard Thawne / Professor Zoom (voce)    | Direct-pe-video            |
| 2018 | Dirty Dealing 3D                           | Carter                                   |                            |
| 2018 | The Rack Pack                              | Ted                                      |                            |
| 2018 | Shifting Gears⁠(d)                          | Jenkins                                  |                            |
| 2018 | My B.F.F.                                  | Ben Wilkens                              |                            |
| 2019 | Dauntless: The Battle of Midway⁠(d)         | Cpt. Browning                            |                            |
| 2019 | Rich Boy, Rich Girl                        | Blake                                    |                            |
| 2020 | Beast Mode⁠(d)                              | Breen Nash                               |                            |
| 2023 | Reagan⁠(d)                                  | Caspar Weinberger                        |                            |

### Televiziune
| An               | Titlu                            | Rol                              | Note                                                        |
| ---------------- | -------------------------------- | -------------------------------- | ----------------------------------------------------------- |
| 1983             | Two Marriages⁠(d)                 | Scott Morgan                     | Episodul: "Relativity"                                      |
| 1985/1986        | Moonlighting                     | Waiter, Postal Worker            | Episoadele: "Lady in the Iron Mask" și "Yours, Very Deadly" |
| 1989             | Nightmare Classics⁠(d)            | Jenner Brading                   | Episodul: "The Eyes of the Panther"                         |
| 1990             | Curiosity Kills                  | Cat Thomas                       | Film TV                                                     |
| 1992             | Tattle Tale                      | Bernard Sprat                    | Film TV                                                     |
| 1993             | Acting on Impulse⁠(d)             | Paul Stevens                     | Film TV                                                     |
| 1994             | Natural Selection                | Ben Braden / Alex Connelly       | Film TV                                                     |
| 1995             | Suspect Device⁠(d)                | Dan Jerico                       | Film TV                                                     |
| 1996             | Kindred: The Embraced⁠(d)         | Frank Kohanek                    | 8 episoade                                                  |
| 1997             | Dead Fire                        | Tucker                           | Film TV                                                     |
| 1998             | Sealed with a Kiss               | Detectiv Mick Cullen             | Film TV                                                     |
| 1998             | The Outer Limits                 | Captain Miles Davidlow           | Episodul: "The Joining"                                     |
| 1998             | V.I.P.⁠(d)                        | Phil Sherman                     | Episodul: "Val Got Game"                                    |
| 1998             | The Love Boat: The Next Wave⁠(d)  | John                             | Episodul: "Affairs to Remember"                             |
| 1999             | Dead Man's Gun⁠(d)                | Henry Hubble                     | Episodul: "The Phrenologist"                                |
| 1999–2000        | Amazon⁠(d)                        | Dr. Alex Kennedy                 | 22 de episoade                                              |
| 2000             | Twice in a Lifetime⁠(d)           | Tony                             | Episodul: "The Escaped Artist"                              |
| 2000             | Lawless: Dead Evidence           | Dean Riley                       | Film TV                                                     |
| 2002             | Son of the Beach⁠(d)              | Jason Dudikoff                   | Episodul: "In the Line of Booty"                            |
| 2002             | Night of the Wolf                | Sheriff Wade Messer              | Film TV                                                     |
| 2002             | Killer Bees!                     | Sheriff Lyndon Harris            | Film TV                                                     |
| 2004             | The District⁠(d)                  | Chris Gunner                     | Episodul: "On Guard"                                        |
| 2004             | Zolar                            | Hedion                           | Film TV                                                     |
| 2004–2005        | Summerland⁠(d)                    | Kyle Bale                        | 2 episoade                                                  |
| 2005             | Crimson Force                    | Captain Baskin                   | Film TV                                                     |
| 2005             | Ordinary Miracles⁠(d)             | Jim Powell                       | Film TV                                                     |
| 2005             | Aventura lui Poseidon            | Doctor Matthew Ballard           | Film TV                                                     |
| 2005             | Spitalul de urgență              | Vincent Janeson                  | Episodul: "The Human Shield"                                |
| 2006             | 24 de ore                        | Barry Landes                     | 2 episoade                                                  |
| 2008             | Celebracadabra⁠(d)                | Rolul său                        | Concurent                                                   |
| 2008             | Xenophobia                       | Stone                            | Film TV                                                     |
| 2008             | A Gunfighter's Pledge⁠(d)         | Horn                             | Film TV                                                     |
| 2009, 2013, 2020 | Criminal Minds⁠(d)                | George Foyet / The Boston Reaper | 6 episoade                                                  |
| 2009–2013        | Southland⁠(d)                     | Bill "Dewey" Dudek               | 27 episoade                                                 |
| 2010             | Psych                            | Agent Camden Driggs              | Episodul: "One, Maybe Two, Ways Out"                        |
| 2011             | The Glades⁠(d)                    | Peyton Robinson                  | Episodul: "Second Skin"                                     |
| 2011             | Torchwood: Miracle Day⁠(d)        | The Gentleman                    | Episodul: "Escape to L.A."                                  |
| 2011             | CHAOS⁠(d)                         | Carson Simms                     | Episodul: "Proof of Life"                                   |
| 2011             | Camel Spiders                    | Sheriff Beaumont                 | Film TV                                                     |
| 2012             | Alphas                           | Eli Aquino                       | Episodul: "The Quick and the Dead"                          |
| 2012             | Revolution                       | Bounty Hunter                    | Episodul: "Chained Heat"                                    |
| 2012             | Castle                           | John Campbell                    | Episodul: "Swan Song"                                       |
| 2012             | Longmire⁠(d)                      | Ray Stewart                      | Episodul: "A Damn Shame"                                    |
| 2012             | Hawaii Five-0                    | Martin Cordova                   | Episodul: "Death Wish"                                      |
| 2012             | Home Invasion                    | Ray                              | Film TV                                                     |
| 2013             | Horror Haiku                     | John Asher                       | Episodul: "I Know What You Know"                            |
| 2013             | Sons of Anarchy⁠(d)               | Agent Frank Eagan                | Episodul: "One One Six"                                     |
| 2013             | Blue Bloods⁠(d)                   | Alex Polanski                    | Episodul: "Justice Served"                                  |
| 2013             | An Amish Murder                  | Nathan Detrick                   | Film TV                                                     |
| 2013             | Christmas Belle                  | Rex Everhart                     | Film TV                                                     |
| 2014             | Grimm                            | Agent Weston Steward             | 5 episoade                                                  |
| 2014             | Category 5                       | Charlie DuPuis                   | Film TV                                                     |
| 2014–2015        | Girlfriends' Guide to Divorce⁠(d) | Nate                             | 4 episoade                                                  |
| 2015–2017        | Stitchers⁠(d)                     | Daniel Stinger                   | 7 episoade                                                  |
| 2015             | Motive⁠(d)                        | Joe Hillis                       | Episodul: "Reversal of Fortune"                             |
| 2015             | Stitchers⁠(d)                     | Daniel Stinger                   | 3 episoade                                                  |
| 2015             | Ties That Bind⁠(d)                | Mr. Witherspoon                  | Episodul: "Controlled Substance"                            |
| 2015             | Sleepy Hollow                    | Agent Mick Granger               | Episodul: "I, Witness"                                      |
| 2016, 2018       | Animal Kingdom⁠(d)                | Paul Belmont                     | 9 episoade                                                  |
| 2016             | Advance & Retreat                | Nathan Shapiro                   | Film TV                                                     |
| 2017             | Ray Donovan⁠(d)                   | Dr. Brogan                       | 4 episoade                                                  |
| 2017             | Outcast⁠(d)                       | Simon Barnes                     | 3 episoade                                                  |
| 2017, 2019, 2021 | SEAL Team⁠(d)                     | Ash Spenser                      | 5 episoade                                                  |
| 2017             | The Punisher⁠(d)                  | Carson Wolf                      | 3 episoade                                                  |
| 2018             | The Blacklist⁠(d)                 | Earl Fagen                       | 2 episoade                                                  |
| 2018             | MacGyver⁠(d)                      | Vasil                            | Episodul: "Guts + Fuel + Hope"                              |
| 2018             | Dynasty⁠(d)                       | Max Van Kirk                     | 2 episoade                                                  |
| 2018             | The Good Cop⁠(d)                  | Chuck Everett                    | Episodul: "Why Kill A Busboy?"                              |
| 2018, 2021       | The Walking Dead                 | Roy                              | 3 episoade                                                  |
| 2019             | Bosch                            | Louis Degner                     | 2 episoade                                                  |
| 2019             | The Terror⁠(d)                    | Major Bowen                      | (Sezonul 2) 4 episoade                                      |
| 2021             | Creepshow⁠(d)                     | Samuel Spinster                  | Episodul: "Dead and Breakfast/Pesticide "                   |
| TBA              | Obliterated⁠(d)                   | Haggerty                         | În producție                                                |

### Jocuri video
| An   | Titlu                     | Rol                              |
| ---- | ------------------------- | -------------------------------- |
| 2017 | Injustice 2⁠(d)            | Leonard Snart / Captain Cold⁠(d)  |
| 2018 | Lego DC Super-Villains⁠(d) | Eobard Thawne / Reverse-Flash⁠(d) |

## Discografie

### Single
| An   | Titlu        | Album              |
| ---- | ------------ | ------------------ |
| 2022 | Rose Hill    | Single, fără album |
| 2022 | Whisky Demon | Single, fără album |
| 2022 | Ponygirl     | Single, fără album |

### Albume
| An   | Titlu                |
| ---- | -------------------- |
| 2023 | American Storyteller |